# Massif des Bauges

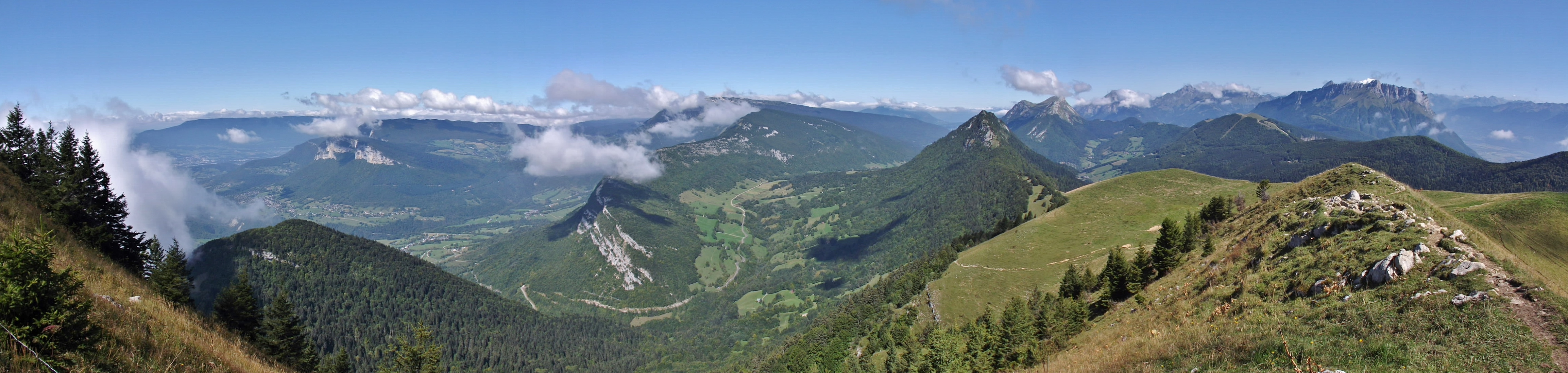
Panorama

Mapa masywu

Massif des Bauges – grupa górska w Alpach Zachodnich. Leży we wschodniej Francji w regionie Rodan-Alpy. Jest częścią Préalpes de Savoie. Główne ośrodki rejonu to między innymi La Féclaz, Savoie Grand Revard i Semnoz. Najwyższym szczytem masywu jest Arcalod, który osiąga wysokość 2217 m.
Najwyższe szczyty:
- Arcalod 2217 m,
- Sambuy 2198 m,
- Pécloz 2197 m,
- Trélod 2181 m,
- Pointe de Chaurionde 2173 m,
- Mont d’Armenaz 2158 m,
- Petite Sambuy 2107 m,
- Pointe des Arces 2076 m,
- Mont de la Coche 2070 m,
- Dent de Cons 2062 m,
- Pointe des Arlicots 2060 m,
- Mont Colombier 2043 m,
- Dent d’Arclusaz 2041 m,
- Grand Parra 2012 m.